# Xã Troy, Quận Pipestone, Minnesota
Xã Troy (tiếng Anh: Troy Township) là một xã thuộc quận Pipestone, tiểu bang Minnesota, Hoa Kỳ. Năm 2010, dân số của xã này là 289 người.